# 瀬川祐輔
瀬川 祐輔（せがわ ゆうすけ、1994年2月7日 - ）は、東京都大田区出身のプロサッカー選手。Jリーグ・柏レイソル所属。ポジションはミッドフィールダー、フォワード、ディフェンダー。

## 来歴

### プロ入り前
日本大学第二高等学校時代は全国大会の経験はなく、進学した明治大学では3年まで控えメンバーだった。明治大時代のチームメイトには同学年に和泉竜司、藤本佳希、差波優人、一学年下に室屋成などがいた。プロサッカー選手志望であったがどのクラブからもオファーがなく、内定を得ていた企業へ就職するつもりでいた。しかし2015年12月にザスパクサツ群馬から獲得のオファーを受け、同月28日に加入が内定した。

### ザスパクサツ群馬
2016年、J2・ザスパクサツ群馬に入団し、前年ルーキーイヤーながらチームの得点源となった江坂任（大宮アルディージャに移籍）の背番号26を受け継いだ。開幕戦・FC岐阜戦で先発出場を果たすと、2ゴール1アシストの大活躍で開幕戦勝利に貢献した。プロ1年目ながら42試合13得点と活躍した。

### 大宮アルディージャ
2017年シーズン、大宮アルディージャへ完全移籍。5月27日、第13節の柏レイソル戦でJ1リーグ初得点を記録。8月5日、第20節の浦和レッズ戦（埼玉ダービー）では終了間際にチームを救う同点ゴールをあげた。チームはリーグ戦最下位に終わりJ2降格の憂き目に遭う事となった。

### 柏レイソル（第1次）
2018年シーズンから柏レイソルに完全移籍で加入。8月15日、第22節のFC東京戦ではオーバーヘッドで得点を決めて勝利に貢献し、第25節・横浜F・マリノス戦から第28節・浦和レッズ戦にかけて4試合連続得点をマークするなど、公式戦30試合で11得点を記録したが、チームはリーグ戦17位となり個人としては2年連続でJ2降格を経験する事となった。

### 湘南ベルマーレ
2021年12月29日、湘南ベルマーレへ完全移籍することが発表された。

### 川崎フロンターレ
2022年11月29日、川崎フロンターレへ完全移籍することが発表された。

### 柏レイソル（第2次）
2025年6月7日、柏レイソルへ完全移籍することが発表された。4年ぶりの復帰となる。

## 所属クラブ
- 雪谷FC
- 2006年 - 2008年 日本大学第二中学校
- 2009年 - 2011年 日本大学第二高等学校
- 2012年 - 2015年 明治大学
- 2016年  ザスパクサツ群馬
- 2017年  大宮アルディージャ
- 2018年 - 2021年  柏レイソル
- 2022年  湘南ベルマーレ
- 2023年 - 2025年6月  川崎フロンターレ
- 2025年6月 -  柏レイソル

## 個人成績
| 国内大会個人成績 | 国内大会個人成績 | 国内大会個人成績 | 国内大会個人成績 | 国内大会個人成績 | 国内大会個人成績 | 国内大会個人成績 | 国内大会個人成績 | 国内大会個人成績 | 国内大会個人成績 | 国内大会個人成績 | 国内大会個人成績 |
| 年度             | クラブ           | 背番号           | リーグ           | リーグ戦         | リーグ戦         | リーグ杯         | リーグ杯         | オープン杯       | オープン杯       | 期間通算         | 期間通算         |
| 年度             | クラブ           | 背番号           | リーグ           | 出場             | 得点             | 出場             | 得点             | 出場             | 得点             | 出場             | 得点             |
| 日本             | 日本             | 日本             | 日本             | リーグ戦         | リーグ戦         | リーグ杯         | リーグ杯         | 天皇杯           | 天皇杯           | 期間通算         | 期間通算         |
| ---------------- | ---------------- | ---------------- | ---------------- | ---------------- | ---------------- | ---------------- | ---------------- | ---------------- | ---------------- | ---------------- | ---------------- |
| 2014             | 明治大           | 17               | -                | -                | -                | -                | -                | 2                | 0                | 2                | 0                |
| 2016             | 群馬             | 26               | J2               | 42               | 13               | -                | -                | 0                | 0                | 42               | 13               |
| 2017             | 大宮             | 44               | J1               | 16               | 2                | 1                | 1                | 2                | 0                | 19               | 3                |
| 2018             | 柏               | 18               | J1               | 25               | 9                | 4                | 2                | 1                | 0                | 30               | 11               |
| 2019             | 柏               | 18               | J2               | 40               | 8                | 3                | 1                | 2                | 0                | 45               | 9                |
| 2020             | 柏               | 18               | J1               | 19               | 2                | 3                | 1                | -                | -                | 22               | 3                |
| 2021             | 柏               | 18               | J1               | 18               | 2                | 1                | 0                | 1                | 0                | 20               | 2                |
| 2022             | 湘南             | 13               | J1               | 32               | 3                | 5                | 0                | 2                | 1                | 39               | 4                |
| 2023             | 川崎             | 30               | J1               | 27               | 6                | 5                | 1                | 6                | 0                | 38               | 7                |
| 2024             | 川崎             | 30               | J1               | 28               | 1                | 4                | 1                | 2                | 0                | 34               | 1                |
| 2025             | 川崎             | 18               | J1               | 8                | 1                | -                | -                | -                | -                | 8                | 1                |
| 2025             | 柏               | 20               |                  |                  |                  |                  |                  |                  |                  |                  |                  |
| 通算             | 日本             | 日本             | J1               | 179              | 26               | 23               | 5                | 14               | 1                | 216              | 32               |
| 通算             | 日本             | 日本             | J2               | 82               | 21               | 3                | 1                | 2                | 0                | 87               | 22               |
| 通算             | 日本             | 日本             | 他               | -                | -                | -                | -                | 2                | 0                | 2                | 0                |
| 総通算           | 総通算           | 総通算           | 総通算           | 261              | 47               | 26               | 6                | 18               | 1                | 305              | 54               |

| 国際大会個人成績 | 国際大会個人成績 | 国際大会個人成績 | 国際大会個人成績 | 国際大会個人成績 |
| 年度             | クラブ           | 背番号           | 出場             | 得点             |
| AFC              | AFC              | AFC              | ACL              | ACL              |
| ---------------- | ---------------- | ---------------- | ---------------- | ---------------- |
| 2018             | 柏               | 18               | 6                | 1                |
| 2023-24          | 川崎             | 30               | 6                | 0                |
| 通算             | AFC              | AFC              | 12               | 1                |

その他の国際公式戦
- 2018年
  - AFCチャンピオンズリーグ2018 東地区プレーオフ 1試合0得点
- Jリーグ初出場・初得点 - 2016年2月28日 J2第1節・FC岐阜戦（正田醤油スタジアム群馬）

## タイトル

### クラブ
柏レイソル
- J2リーグ：1回（2019年）

川崎フロンターレ
- 天皇杯 JFA 全日本サッカー選手権大会：1回（2023年）